# Horror Writers Association
Die Horror Writers Association (HWA) ist eine international tätige Autorenvereinigung und Organisation zur Unterstützung von Autoren aus dem Bereich der Horrorliteratur und der Dark Fantasy. Die Non-Profit-Organisation mit offiziellem Sitz in New York City, Vereinigte Staaten, wurde 1985 inoffiziell und 1987 offiziell gegründet.

## Geschichte
Die Idee zur Gründung einer Autorenvereinigung für den Bereich der Horrorliteratur geht auf Robert R. McCammon zurück, der den Vorschlag 1984 in der Publishers Weekly veröffentlichte. 1985 taten sich einige Autoren zusammen, darunter Joe R. Lansdale und seine Frau Karen, Robert Bloch, Robert McCammon und Dean Koontz, um die Organisation unter dem Namen Horror/Occult Writers League (HOWL) zu gründen. Das erste formale Treffen fand am 3. November 1985 bei der World Fantasy Convention in Tucson, Arizona, statt, an dem nur etwa zwei Dutzend Personen teilnahmen. Im Juli 1986 erschien zum ersten Mal der offizielle Newsletter der Vereinigung unter dem Namen Our Glass. Seit 1986 nehmen die Mitglieder der HWA jährlich sowohl an der World Fantasy Convention wie auch der World Horror Convention teil.
Bis zur offiziellen Umsetzung und Gründung als Horror Writers of America dauerte es jedoch bis zum März 1987, der erste Präsident wurde Dean Koontz und McCammon und Lansdale bildeten gemeinsam mit ihm das offizielle Board of Trustees. Bereits im gleichen Jahr wurden von der neu gegründeten Vereinigung erstmals die Bram Stoker Awards vergeben und es wurde die Herausgabe einer jährlichen Anthologie mit Geschichten der Mitglieder beschlossen. Unter dem Titel  Under the Fang erschien die erste dieser Anthologien, herausgegeben von Robert R. McCammon, allerdings erst 1991. Koontz und die anderen Autoren setzten sich sehr stark für die Organisation ein, sodass sie bereits ein Jahr später 300 Mitglieder hatte. Im Laufe der Jahre wurden zahlreiche sehr bekannte Autoren des Genres Mitglied der HWA, darunter Ray Bradbury, Stephen King, Peter Straub, Clive Barker, Richard Matheson und Ramsey Campbell. 1987 wurde Charles L. Grant Nachfolger von Koontz als Präsident.
1988 fand das erste Annual Bram Stoker Awards Banquet and Business Meeting in New York City statt, das seitdem jedes Jahr zwischen der Ost- und Westküste der Vereinigten Staaten pendelt. 1993 wurde der Name der Vereinigung in Horror Writers Association geändert, um das internationale Engagement zu betonen und voranzutreiben. Bis zum Februar 2012 hatte die Vereinigung mehr als 720 internationale Mitglieder.

## Präsidenten
- Dean R. Koontz (1986–1987)
- Charles L. Grant (1987–1988)
- Chelsea Quinn Yarbro (1988–1990)
- Craig Shaw Gardner (1990–1992)
- Dennis Etchison (1992–1994)
- Lawrence Watt-Evans (1994–1996)
- Brian Lumley (1996–1997)
- Janet Berliner (1997–1998)
- S. P. Somtow (1998–2000)
- Richard Laymon (2000–2001)
- David Niall Wilson (2001–2002)
- Joseph Nassise (2002–2005)
- Gary A. Braunbeck (2005–2006)
- Deborah LeBlanc (2006–2010)
- Rocky Wood (2010–2014)
- Lisa Morton (seit 2014)